# Pnina Tamano-Šata
Pnina Tamano-Šata (hebrejsky פנינה תמנו־שטה‎, * 1. listopadu 1981) je izraelská politička, poslankyně Knesetu za stranu Ješ atid a právnička. Je první členkou Knesetu narozenou v Etiopii. Po volbách konaných v březnu 2020 je také ministryní pro absorpci imigrantů.

## Biografie
Narodila se roku 1981 ve vesnici Wuzaba poblíž Gondaru a imigrovala do Izraele jako tříletá.
Vystudovala práva na Ono Academic College a byla místopředsedkyní Etiopské studentské asociace.
 Později byla reportérkou izraelské TV stanice Kanál 1.
V lednu 2013 byla zvolena poslankyní Knesetu za stranu Ješ atid.
V srpnu 2020 u ní byla potvrzena nákaza nemocí covid-19.
Je vdaná a má dvě děti. Žije ve městě Petach Tikva.